# Expressen

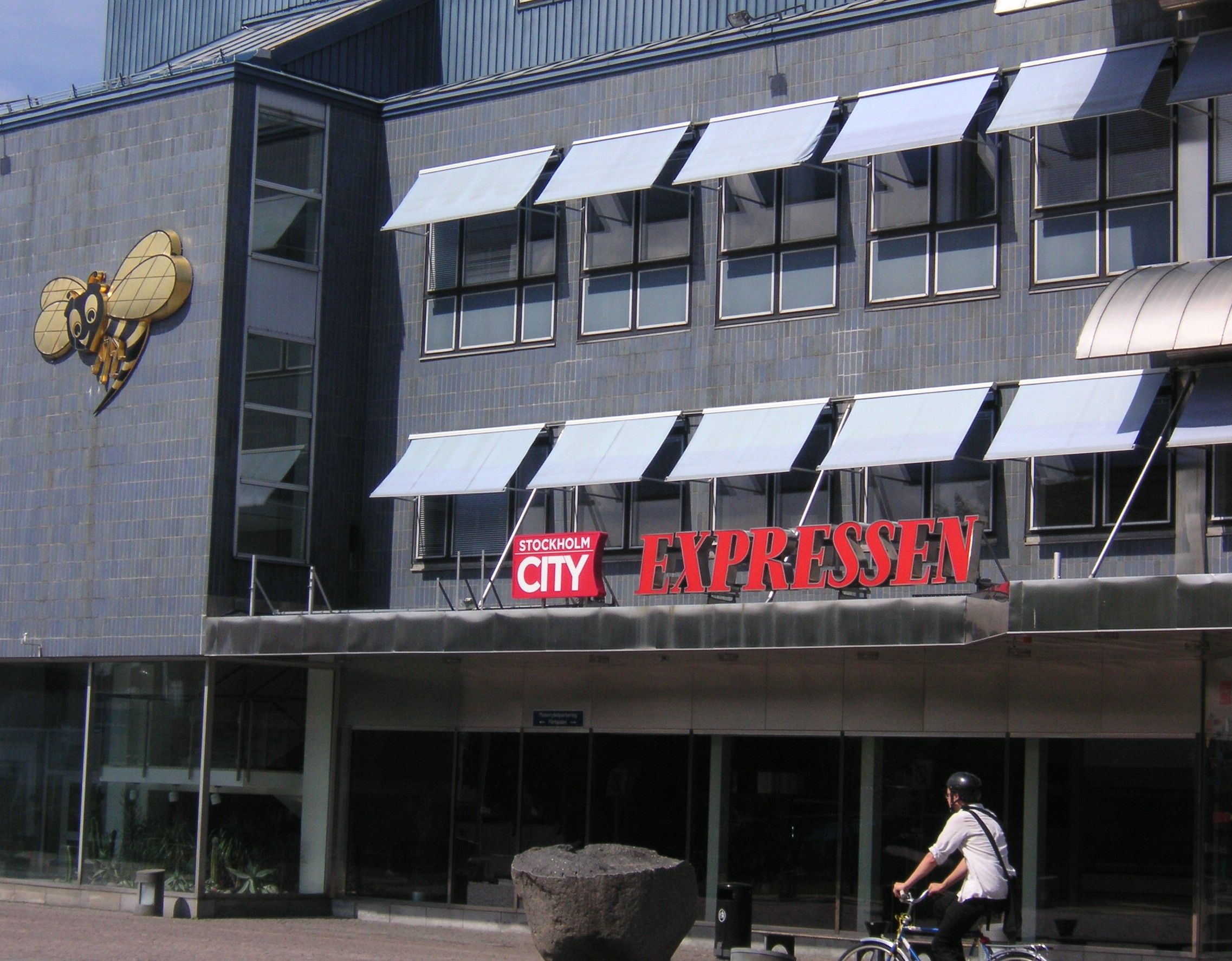
Головний офіс газети. 2008 рік.

«Expressen» («Експре́ссен» — «Експрес») — шведська щоденна вечірня газета, означена як «незалежна ліберальна». 16 листопада 1944 року її заснували Альберт Боннір-молодший, Івар Гаррі та Карл-Адам Нюкоп. Газета входить до складу підрозділу Bonnier Newspapers концерну Bonnierkoncernen.
На лютий 2013 року обов'язки директора «Експресу» виконував Бенґт Оттоссон, колишній керівник відділу збуту газети. Головний редактор і відповідальний видавець — це Томас Маттссон, колишній головний редактор електронного варіанта газети Expressen.se. Голова правління — це Торстен Ларссон. Він також голова правління медіа-концерну TV4-Gruppen і керівник підрозділу Bonnier Broadcasting & Entertainment. Заступник головного редактора і замісник відповідального видавця — це Пер-Андерс Бруберг.

## Про «Експрес»

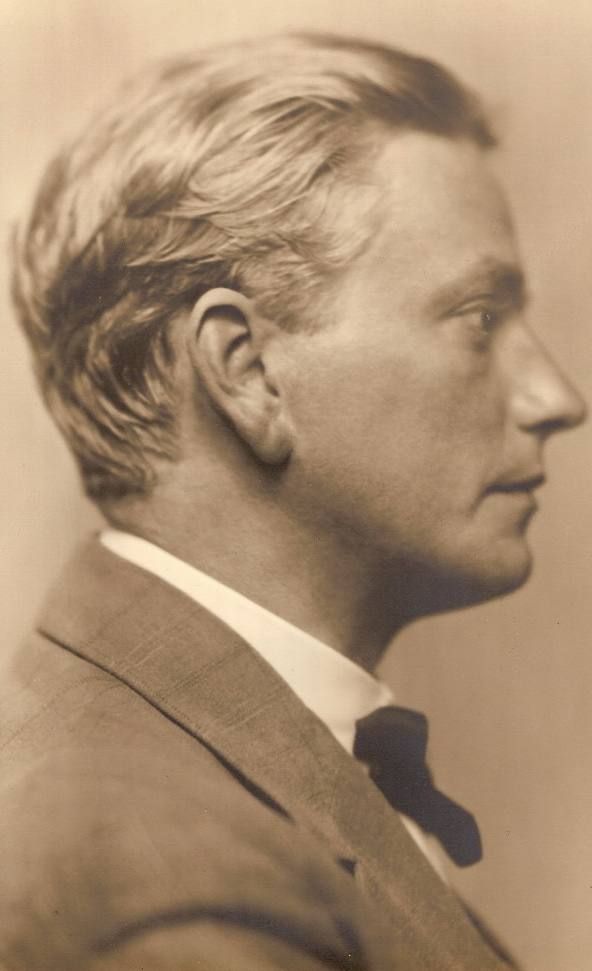
Івар Гаррі, перший з ліку головний редактор газети «Експрес».

Газета виходить щодня. В електронному випуску Expressen.se поновляють матеріал упродовж усієї доби, в усі дні тижня. На початок 2013 року в «Експресу» було близько 921 000 читачів. У газеті зайнято 520 співробітників. Редакція часопису працює в будинку № 30, на вулиці Єрвелльсґатан у центрі Стокгольма. Тут розмістилися також редакція газети «Дагенс нюгетер» (Dagens Nyheter) і радіостанції, що працюють у мережі SBS: (Mix Megapol, Rockklassiker, Radio 107,5, The Voice і Vinyl 107,1). «Експрес» має свої редакції за кордоном, зокрема в Нью-Йорку (Матс Ларссон) і Лондоні (Роберт Бер'єссон).
У газети є регіональні випуски Göteborgs-Tidningen (Гетеборг) і Kvällsposten (Мальме), якими керують відповідно Ларс Неслунд і Ларс Мулін.
Відділом політики «Експресу» завідує Анна Дальберг, а культури — Карін Ульссон.
«Експрес» має щотижневі журнали-додатки Söndag («Неділя»), Leva&Bo («Жити і мешкати»), TV14, Korsord («Кросворд»). Extra — це журнал про знаменитостей, додаток до кожного четвергового — головного — номера газети. Редактор — Лейф Бреннстрем. Виходить також щотижневий журнал-додаток Mitt Kök («Моя кухня»), редактором якого є Пія Нурдстрем.
Відділом розваг «Експресу» завідує Кай-Андерс Нільссон, за щоденну рубрику спорту звичайних випусків відповідає Мартін Кроон, а електронних — Юакім Свенссон.
У редакції працюють відомі журналісти. Спортивний хронікер Матс Ульссон і ведуча світської хроніки Сесілія Гаген одержали Велику журналістську премію. Загалом на весь склад редакції припадає п'ятнадцять таких премій.

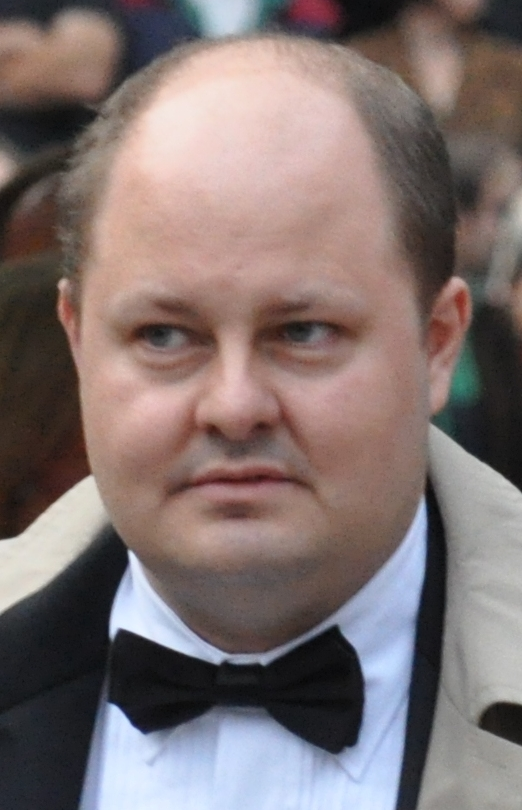
Томас Маттссон, головний редактор «Експресу» з 2009 року.

«Експрес» провадить журналістські розслідування, й 2006 року репортер Крістіан Гольмен дістав відзнаку від Спілки журналістів-шукачів — «Золоту лопату» за творчу участь у розслідуванні svВбивства в Рінкебю. У 2007-му Гольмен разом із експресівськими колегами отримав ще одну «Золоту лопату», цього разу за викриття міністра торгівлі — Марії Бореліус. У 2007 році три співробітники газети — так звана група копачів — Крістіан Гольмен, Лео Лагеркранц і Мікаель Еландер — були номіновані також на Велику журналістську премію за свої статті про справу з творами Енді Ворхола.
У 2007-му «Експрес» розпочав роботу з телеканалом TV 4 Sport. Газета передає теленовини на сайті Expressen.se i транслює рекламні передачі на своєму каналі R-TV. «Експрес» є співвласник низки підприємств, як-от GI Viktkoll, Hemonline та інших. Газета провадить сайти AlltOmMat.se, DinaPengar.seі AlltOmBarn.se, передає текстові новини по SMS, відеоматеріали по MMS і має WAP-портал у кількох операторів мобільного зв'язку.
До мережі Expressen Digitala Medier — підрозділу в структурі AB Kvällstidningen Expressen — входить Expressen.se. У Швеції це другий за величиною медіа-сайт: близько трьох мільйонів відвідувань за тиждень.

## Зміни

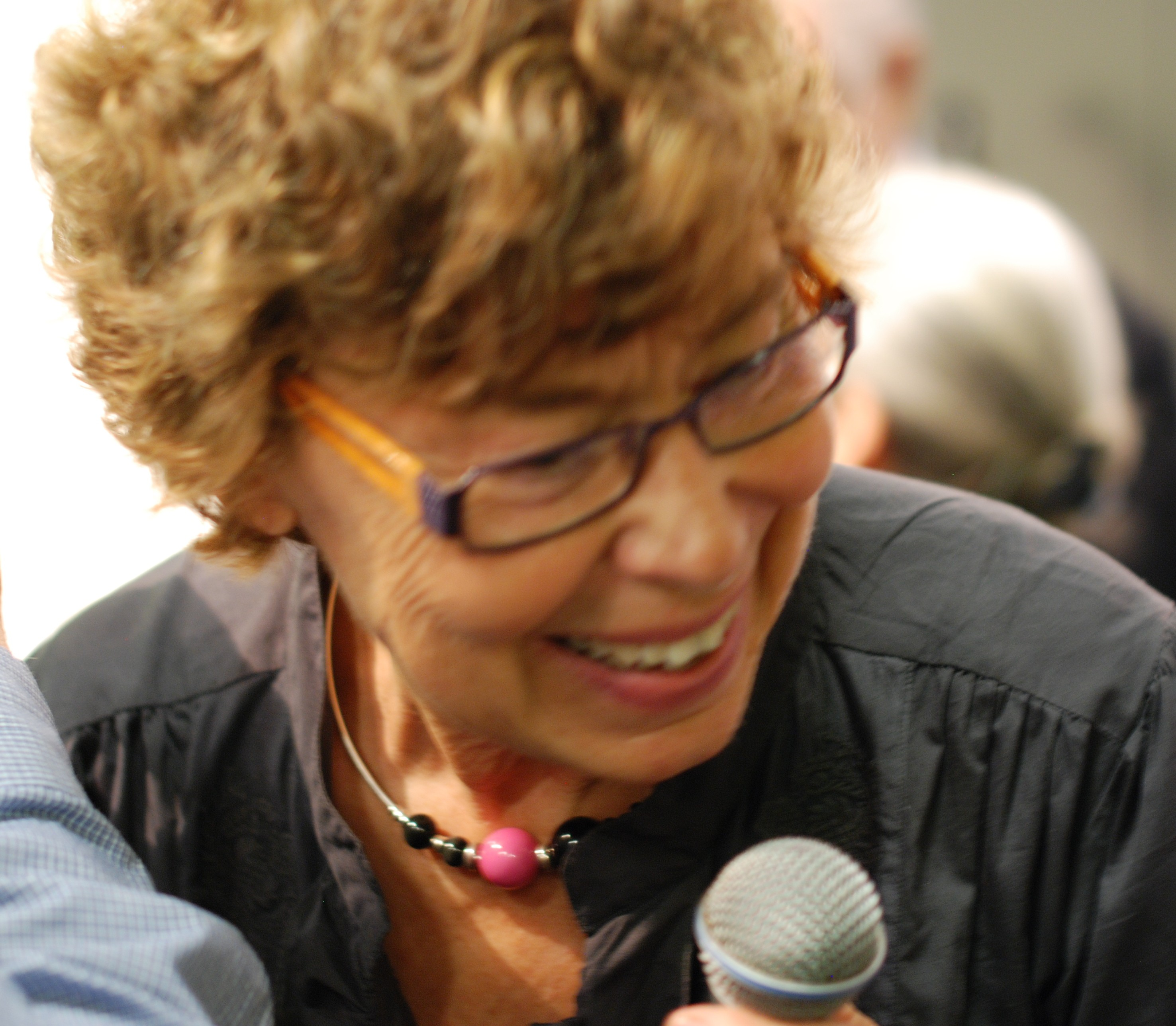
Крістіна Юттерстрем, головний редактор у 1995—1996 роках.

Коли 1991 році звільнився з посади головного редактора «Експресу» Бу Стремстедт, почалися не найкращі часи газети. Його наступник Ерік Монссон кинув посаду вже 1993 року після скандалу. Значно знизився тираж.
Наприкінці 1990-х криза загострилася, головні редактори часто змінювали один одного. У час керування однієї з них, Крістіни Юттерстрем, навіть змінилася офіційна політична орієнтація газети: замість «ліберальної» стала «незалежною». Тим часом конкурент «Aftonbladet» зробився найбільшою у Швеції щоденною газетою. Стан справ поліпшився у 2002 році, коли головним редактором став колишній працівник газети «Афтонбладет» Отто Шеберг. Тираж став зростати. У 2008 році «Експрес» домігся одного із своїх найкращих показників — 144 мільйони крон прибутку.

## Головні редактори газети

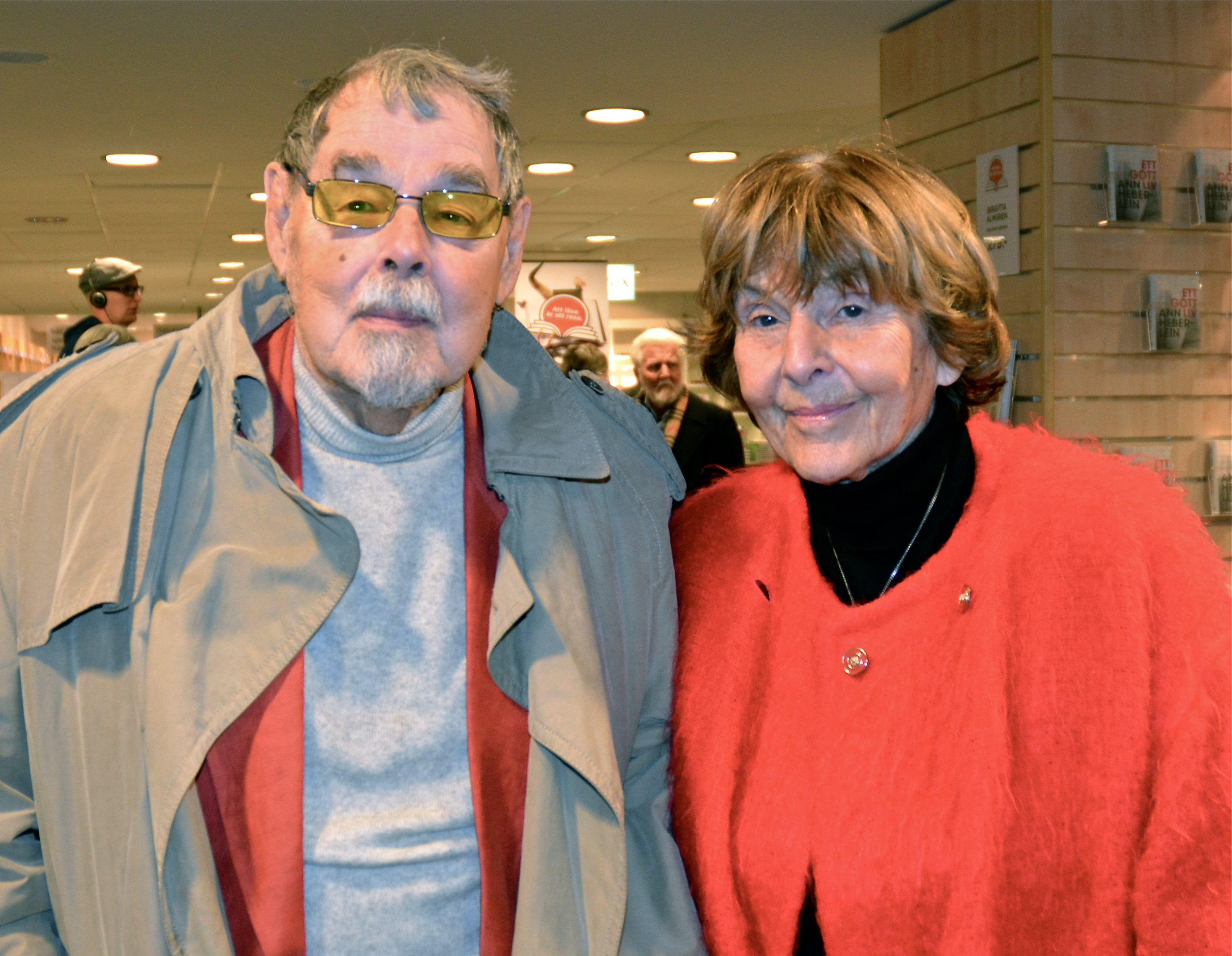
Бу Стремстедт, головний редактор у 1977—1991 роках, з дружиною Марґаретою.

- 1944–1960 — Івар Гаррі
- 1960–1977 — Пер Вріґстад
- 1977–1991 — Бу Стремстедт
- 1991–1993 — Ерік Монссон
- 1994–1995 — Улле Вестберг
- 1995–1996 — Крістіна Юттерстрем
- 1997–2001 — Стаффан Турселль
- 2001–2002 — Юахім Бернер
- 2002–2008 — Отто Шеберг
- 2009- Томас Маттссон

## Відомі журналісти, що співпрацювали з «Експресом»
- Роберт Ашберг
- Улле Бенґтсон
- Улле Карле (Челло)
- Пер Улоф Енквіст
- Сесілія Гаген
- Інґвар Гедлунд
- Наталія Казмерська
- Ліза Марклунд
- Едвард Мац
- Керстін Мац
- КҐ Міханек
- Ульф Нільсон
- Матс Ульссон
- Свен Меландер
- Єста Уллен
- Томмі Шенстедт
- Лейф Бреннстрем
- Лінда Скуґґе
- Ларс Сведґорд
- Ебба фон Сюдов
- Пер Вендель
- Ларс Віддінґ
- Сіґґе Оґрен
- Юган Т. Ліндвалль
- Улоф Лунд
- Петтер Карлссон
- Кід Северін
- Нора Страндберг
- Фріда Бойсен
- Томас Мальмквіст
- Маґнус Нюстрем
- Маркус Бірро
- Крістіан Гольмен
- Андерс Фалленіус
- Міке Еландер
- Андерс Нунстедт
- Сесілія Бланкенс
- Альберт Сванберг
- Ніклас Свенссон
- Андерс Б'єркман
- Тереза Крістіанссон
- Ґуннар Нурдстрем
- Елін Клінґ
- Генрік Рюдстрем
- Малін Роос
- Юган Орреніус

## Лінки
- Громадський омбудсмен преси. 30 справ, що стосуються «Експресу» від 2003-го до березня 2012 року [Архівовано 6 лютого 2015 у Wayback Machine.]
- Електронна версія «Експресу»
- ВебTV «Експресу»
- Електронна версія Göteborgs-Tidningen
- Електронна версія Kvällsposten
- «Футбол-Експрес» [Архівовано 5 лютого 2012 у Wayback Machine.]
- «Хокей-Експрес» [Архівовано 30 січня 2012 у Wayback Machine.]
- «Спорт-Експрес» [Архівовано 5 лютого 2013 у Wayback Machine.]